# NGC 2926
NGC 2926 ist eine Balken-Spiralgalaxie vom Hubble-Typ SBb im Sternbild Löwe auf der Ekliptik. Sie ist schätzungsweise 193 Millionen Lichtjahre von der Milchstraße entfernt und hat einen Durchmesser von etwa 60.000 Lichtjahren.
Im selben Himmelsareal befindet sich u. a. die Galaxie NGC 2944.
Die Typ-Ic-Supernova SN 2012C wurde hier beobachtet.
Das Objekt wurde am 27. März 1886 von dem österreichischen Astronomen Johann Palisa entdeckt.